# Meliboeus yunnanus
Meliboeus yunnanus es una especie de escarabajo del género Meliboeus, familia Buprestidae. Fue descrita científicamente por Kerremans en 1895.